# 格溫灣
67°5′S 57°57′E / 67.083°S 57.950°E
格溫灣（英語：Gwynn Bay）是南極洲的海灣，位於恩德比地，處於霍西森冰川以西，該海灣根據挪威探險隊拍攝的空中照片被該國製圖師繪入地圖。